# Holsman Automobile Company

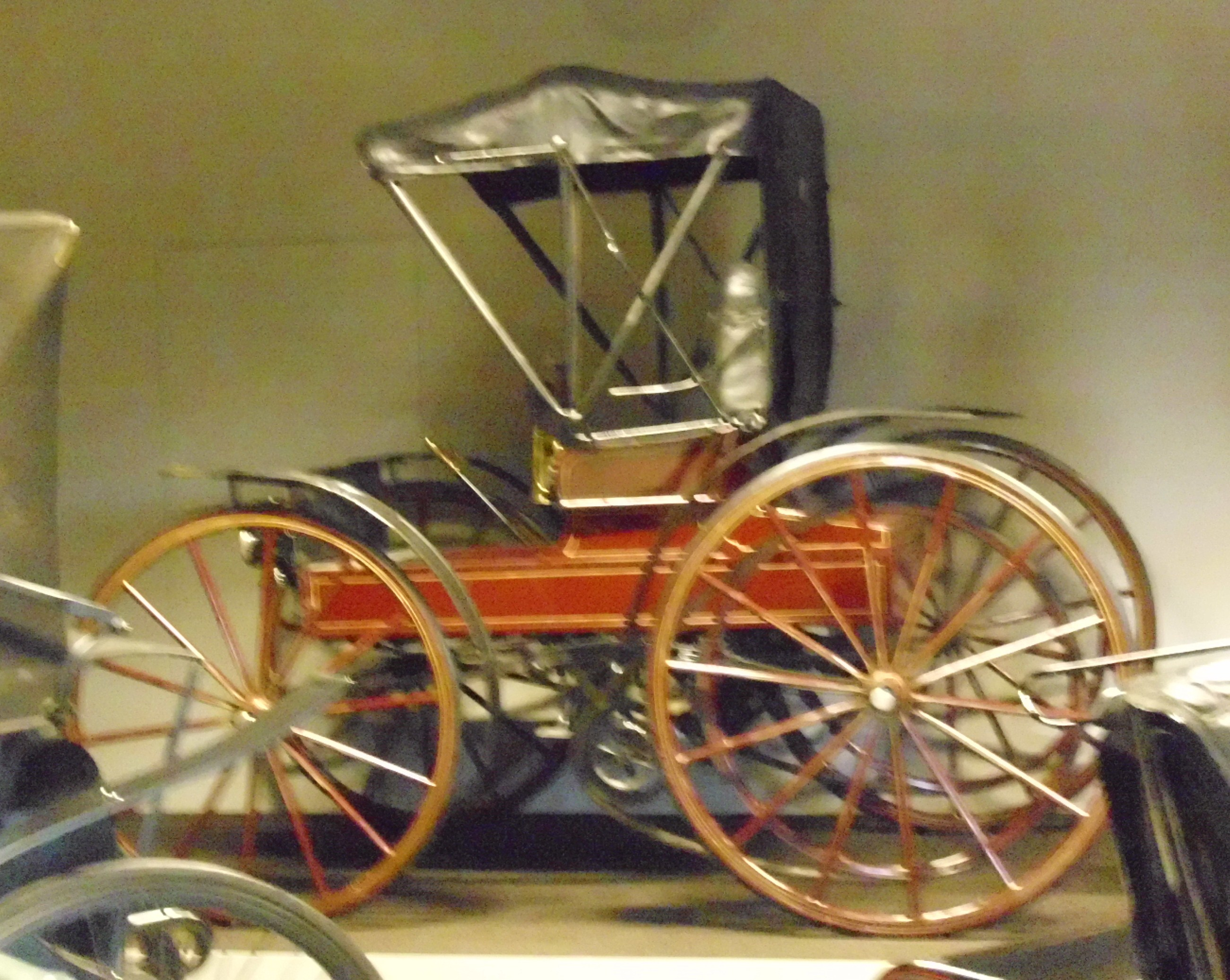
Holsman (1902) in der Louwman Collection in Den Haag

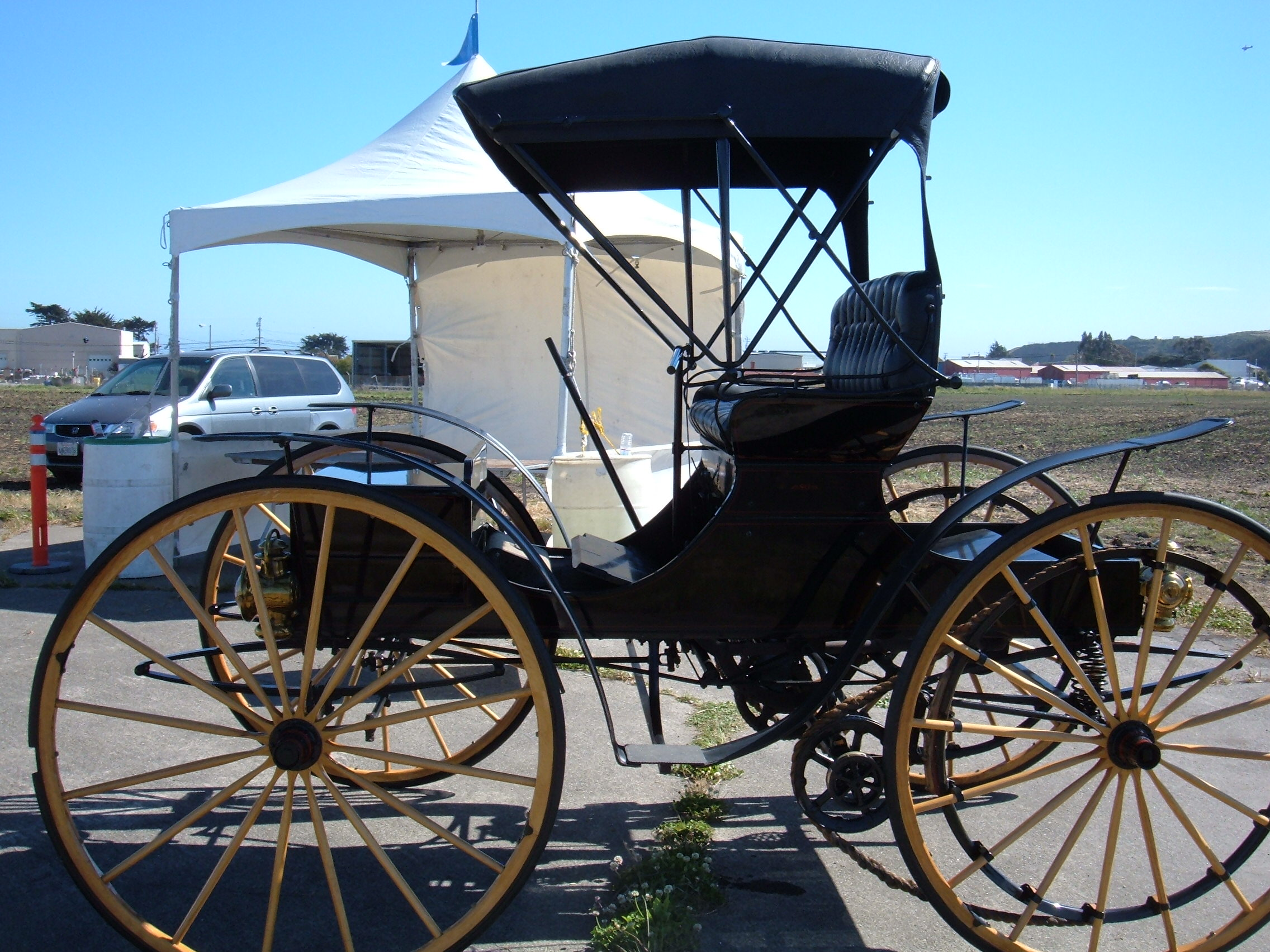
Holsman (1904)

Die Holsman Automobile Company war ein US-amerikanischer Automobilhersteller, der von 1902 bis 1910 in Chicago (Illinois) ansässig war. Sie wurde von Henry K. Holsman gegründet und stellte hochrädrige PKWs her.

## Geschichte
Zunächst wurden nur Zweizylindermotoren eingebaut, ab 1909 gab es zusätzlich Vierzylindermotoren. Die Hinterräder wurden über Hanfseile angetrieben. Da sie sich – besonders bei feuchtem Wetter – als sehr unzuverlässig erwiesen, wurden sie bald durch Ketten ersetzt. Die Fahrzeuge wurden nur mit eisenbeschlagenen Rädern ausgeliefert, auch noch zu einer Zeit, als die Konkurrenten längst auf gummibereifte Räder übergegangen waren.
Verkauften sich die Modelle bis 1906 recht gut; das Unternehmen konnte seinen Ausstoß gegenüber 1905 versechsfachen –, so wollten die Kunden später modernere Autos, die Holsman aber nicht liefern wollte. 1910 meldete die Firma Konkurs an.

## Gefertigte Modelle
| Modell | Bauzeitraum | Zylinder | Leistung              | Radstand     | Aufbauten                           |
| ------ | ----------- | -------- | --------------------- | ------------ | ----------------------------------- |
|        | 1902–1903   | 2 Reihe  | 5 bhp (3,7 kW)        |              | Runabout 2 Sitze                    |
| 3      | 1904–1907   | 2 Reihe  | 7–10 bhp (5,1–7,4 kW) | 1651–1676 mm | Runabout 2 Sitze                    |
| 4      | 1904        | 2 Reihe  | 7 bhp (5,1 kW)        |              | Runabout 4 Sitze                    |
| 5      | 1904        | 2 Reihe  | 7 bhp (5,1 kW)        |              | Runabout 2 Sitze                    |
| 6      | 1905–1906   | 2 Reihe  | 10 bhp (7,4 kW)       | 1651–1676 mm | Runabout 4 Sitze                    |
| 8      | 1905        | 2 Reihe  | 10 bhp (7,4 kW)       | 1676 mm      | Runabout 4 Sitze                    |
| 9      | 1907–1908   | 2 Reihe  | 5–10 bhp (3,7–7,4 kW) | 1651–1905 mm | Runabout 4 Sitze                    |
| 10     | 1907–1908   | 2 Reihe  | 5–10 bhp (3,7–7,4 kW) | 1651–1905 mm | Runabout 4 Sitze                    |
| 11     | 1907–1908   | 2 Reihe  | 7–10 bhp (5,1–7,4 kW) | 1905–1930 mm | Tourenwagen 5 Sitze, Surrey 4 Sitze |
| 5      | 1908        | 2 Reihe  | 5 bhp (3,7 kW)        | 2905 mm      | Runabout 2 Sitze                    |
| 4-K    | 1909–1910   | 2 Reihe  | 5–12 bhp (3,7–8,8 kW) | 1651–1689 mm | Runabout 2 Sitze                    |
| 9-K    | 1909–1910   | 2 Reihe  | 5–12 bhp (3,7–8,8 kW) | 1651–2032 mm | Runabout 4 Sitze                    |
| 10-K   | 1909–1910   | 2 Reihe  | 5–12 bhp (3,7–8,8 kW) | 2032 mm      | Coupé 2 Sitze, Runabout 4 Sitze     |
| 11-K   | 1909        | 2 Reihe  | 5 bhp (3,7 kW)        | 2337 mm      | Surrey 4 Sitze                      |
| 15-K   | 1909        | 2 Reihe  | 5 bhp (3,7 kW)        | 2032 mm      | Coupé 2 Sitze                       |
| 9-H    | 1909        | 4 Reihe  | 26 bhp (19 kW)        | 2032 mm      | Runabout 4 Sitze                    |
| 10-H   | 1909        | 4 Reihe  | 26 bhp (19 kW)        | 2032 mm      |                                     |
| 11-H   | 1909–1910   | 4 Reihe  | 26 bhp (19 kW)        | 2032–2337 mm | Surrey 4 Sitze, Tourenwagen 4 Sitze |
| 15-H   | 1909–1910   | 4 Reihe  | 26 bhp (19 kW)        | 2032 mm      | Coupé 2 Sitze                       |
| 6      | 1910        | 2 Reihe  | 12 bhp (8,8 kW)       | 1905 mm      | Roadster 2 Sitze                    |

## Ausgestellte Modelle
- Ein Holsman von 1902 steht in der Louwman Collection in Den Haag in den Niederlanden.
- Ein Holsman steht im Cloud County Historical Museum in Concordia (Kansas).
- Ein Modell von 1907 ist im Southward Car Museum in Neuseeland ausgestellt.
- Ein weiteres Modell von 1907 wird im Burwell Museum[1] im Cambridgeshire in Großbritannien gezeigt.
- Ebenfalls ein Modell 3 von 1907 steht im Des Chutes Historical Center in Bend (Oregon).
- Auch im Automobilrestaurierungsprogramm des McPherson College in McPherson (Kansas) wird gerade ein Modell von 1907 von Studenten hergerichtet.